# José María Blázquez Martínez
José María Blázquez Martínez (Oviedo, 7 de junio de 1926-Madrid, 27 de marzo de 2016) fue un historiador español. Fue catedrático de Historia Antigua de la Universidad de Salamanca y de la Universidad Complutense de Madrid y Académico Numerario de la Real Academia de la Historia, elegido en 1987 con la medalla número 13.

## Biografía
Hizo sus estudios en Filología Clásica y se doctoró en Filosofía y Letras por la Universidad de Salamanca con una tesis sobre Religiones primitivas de Hispania I. Fuentes literarias y epigráficas, publicada en Madrid en 1962. Amplió estudios en distintas universidades y centros de investigación extranjeros. Inició su carrera como profesor de Arqueología Clásica para posteriormente ocupar la cátedra de Historia Antigua Universal y de España en dicha Universidad. Pasó luego a la Universidad Complutense de Madrid como catedrático de Historia Antigua de España. Con esta cátedra, la segunda creada en España con esa denominación, la enseñanza en el extenso ámbito de la investigación de la Historia Antigua específicamente hispana experimentó un gran avance.
Durante varios años Blázquez pasó estancias de investigación semestrales en la Universidad de Marburg (Alemania) como becario del Servicio Alemán de Intercambio Académico (DAAD). Fue director del Instituto Español de Arqueología "Rodrigo Caro" del CSIC (sucediendo en ello a su maestro, el profesor Antonio García y Bellido), dirigió la revista Archivo Español de Arqueología y fue fundador y director de Gerión (UCM), así como cofundador del "Archivo Epigráfico de Hispania" (UCM) y de su revista Hispania Epigraphica, de cuyo consejo de redacción seguía formando parte.
Impulsó en su docencia la importancia y la validez del uso de fuentes diversas para la investigación, sobre todo de la Arqueología y la Epigrafía, dando a la indagación histórica una identidad propia. A partir de las enseñanzas del profesor Blázquez se ha formado una generación completa de estudiosos de la Historia. Muchos de sus alumnos ocuparon cátedras y titularidades en distintas universidades.
Además de su extensísima producción científica, en la que destaca también la publicación de numerosos manuales, Blázquez combinó su labor docente con la actividad de campo, desde las excavaciones de Cástulo en España a las más recientes investigaciones en el monte Testaccio de Roma, junto con su antiguo alumno el profesor José Remesal Rodríguez.
Fue doctor honoris causa por las universidades de Bolonia, Salamanca, Valladolid y León, habiendo sido electo por la Universidad Carlos III de Madrid el 1 de febrero de 2013. Fue miembro además de numerosas academias e instituciones españolas, europeas y americanas: Miembro Ordinario del Instituto Arqueológico Alemán de Berlín, de la Hispanic Society of America, y Correspondiente de la Academia Nazionale dei Lincei de Roma.
Fue asimismo miembro del Colegio Libre de Eméritos, Presidente de la Sociedad Española de Orientalistas, miembro de The New York Academy of Sciences y presidente de honor de la Sociedad Española de Iranología. Fue igualmente académico correspondiente de la Academie des Inscriptions et Belles-Lettres de París, y de las Córdoba, Santa Isabel de Hungría de Sevilla, de la de Cultura Valenciana y de la de Bones Lletres de Barcelona.
Estuvo casado con la arquitecta alemana Beatrix Schwaar. Sus restos fueron inhumados el lunes 28 de marzo de 2016 en la tumba familiar del cementerio de San Carlos Borromeo de Salamanca, la ciudad donde tenía sus raíces y en cuya universidad había enseñado durante varios años.

## Obra
Destacó especialmente, dentro de la Arqueología, en el estudio de los mosaicos romanos peninsulares, cuyo catálogo general por el CSIC impulsó decididamente, siendo autor de algunos de sus volúmenes, y, dentro de la Historia Antigua, en lo referido al cristianismo primitivo. A lo largo de toda su vida no dejó de interesarse por el estudio de la identidad religiosa de los diferentes pueblos prerromanos de Hispania (tema al que dedicó ya su tesis doctoral) y por integrar sus contribuciones dentro del estudio de las religiones en la historia mediterránea. En temas de Oriente, se interesó especialmente en el arte persa antiguo y en las manifestaciones religiosas del Irán preislámico, siendo ésta la razón por la que fue elegido para la presidencia de honor de la Sociedad Española de Iranología, cuando ésta se fundó en 2009.

## Premios y reconocimientos
Entre sus premios se cuentan la Gran Medalla de Plata de Arqueología de la Academia de Arquitectura de París, el Premio Franz Cumont de la Academia de Bruselas, el Premio Roma 2003 y el Premio Caballos de Oro de Venecia en 2003. En junio de 2010 fue nombrado Consejero de Honor del Centro de Estudios Linarenses, tras pronunciar el correspondiente discurso académico de ingreso que llevó por título "Cuarenta años de estudios sobre Cástulo".
El profesor José María Blázquez ha sido maestro de varias generaciones de historiadores e inspiración de muchas de las líneas de investigación que ellas han seguido. Aparte de su atención especial a la religiosidad de la Antigüedad o a la iconografía de los mosaicos, buena parte de su obra abarca la romanización, la colonización fenicia, Tartessos, y en general el Mediterráneo Antiguo.
En 1993, con motivo de su reciente jubilación, la Universidad Complutense de Madrid publicó un Homenaje a José María Blázquez en seis volúmenes, coordinado por dos de sus discípulos más cercanos, Julio Mangas y Jaime Alvar, en el que participaron muchos otros de quienes se habían formado con él en distintas etapas de su vida académica, junto a otros colegas y amigos de los distintos campos en los que trabajó.
En marzo de 2007, por acuerdo de la junta de gobierno del Ayuntamiento de Mérida, le fue dedicada una calle en el nuevo ensanche oriental de la ciudad.
El 29 de marzo de 2016, con ocasión de su fallecimiento, el ministro de Educación, Cultura y Deporte, en una nota oficial, lamentó su pérdida y declaró:

José María Blázquez es una referencia imprescindible para conocer nuestro pasado... Blázquez deja un legado importante tanto por su vasta producción científica, como por su impronta, que creó escuela en un amplio número de discípulos que se encuentran en activo.